# Розенблют, Маршалл
Маршалл Николас Розенблют (5 февраля 1927, Олбани — 28 сентября 2003, Сан-Диего, Калифорния) — американский физик. Доктор; член Национальной АН (1969) и Американского философского общества (1998).

## Биография
Родился в семье видного деятеля движения еврейской сельскохозяйственной колонизации в США Роберта Розенблута (1887—1975), из семьи иммигрантов из России (ныне Украина), автора книги воспоминаний «The many lives of Robert Rosenbluth» (1963) и научных работ по лесному хозяйству. Будучи представителем Джойнта в советской России, отец был арестован в 1922 году по обвинениям в шпионаже в пользу большевиков и соучастии в убийстве; реабилитирован по всем статьям обвинения в 1924 году. Мать, Маргарет Розенблут (1897—1989), была домохозяйкой.
В 1950—1956 годах работал в Лос-Аламосской лаборатории, 1956—1967 годах — в General Atomics (в 1960—1967 годах — также профессор Калифорнийского университета в Сан-Диего). С 1967 года — в Принстонском институте перспективных исследований. В 1980—1987 годах — в университете Техаса в Остине. С 1987 года — вновь в университете Сан-Диего (с 1993 года — почётный профессор). В 1993—1999 годах — один из руководителей проекта ИТЭР.
Работы по физике высоких энергий, физике плазмы и термоядерному синтезу. Развил теорию рассеяния электронов на нуклонах, в 1950 году рассчитал дифференциальное сечение упругого рассеяния электронов на протонах (формула Розенблюта).
Сыграл важную роль в развитии физики плазмы. В 1957 году независимо от других авторов предсказал желобковую неустойчивость разреженной плазмы, в 1954—1956 годах предложил теорию нестационарного пинч-эффекта, в 1956 году открыл пучковую неустойчивость в плазме. В 1965—1966 годах совместно с Р. Постом предсказал дрейфово-коническую неустойчивость плазмы и построил её теорию.

## Признание
- 1964 год — премия имени Э. Лоуренса
- 1967 год — премия имени А. Эйнштейна
- 1976 год — премия имени Дж. К. Максвелла (англ.)